# La Fémis
La Fémis (Fondation européenne des métiers de l'image et du son, offiziell École nationale supérieure des métiers de l’image et du son, dt.: Nationale Hochschule der Bereiche Bild und Ton) in Paris ist die größte und bedeutendste Filmhochschule in Frankreich.

## Geschichte

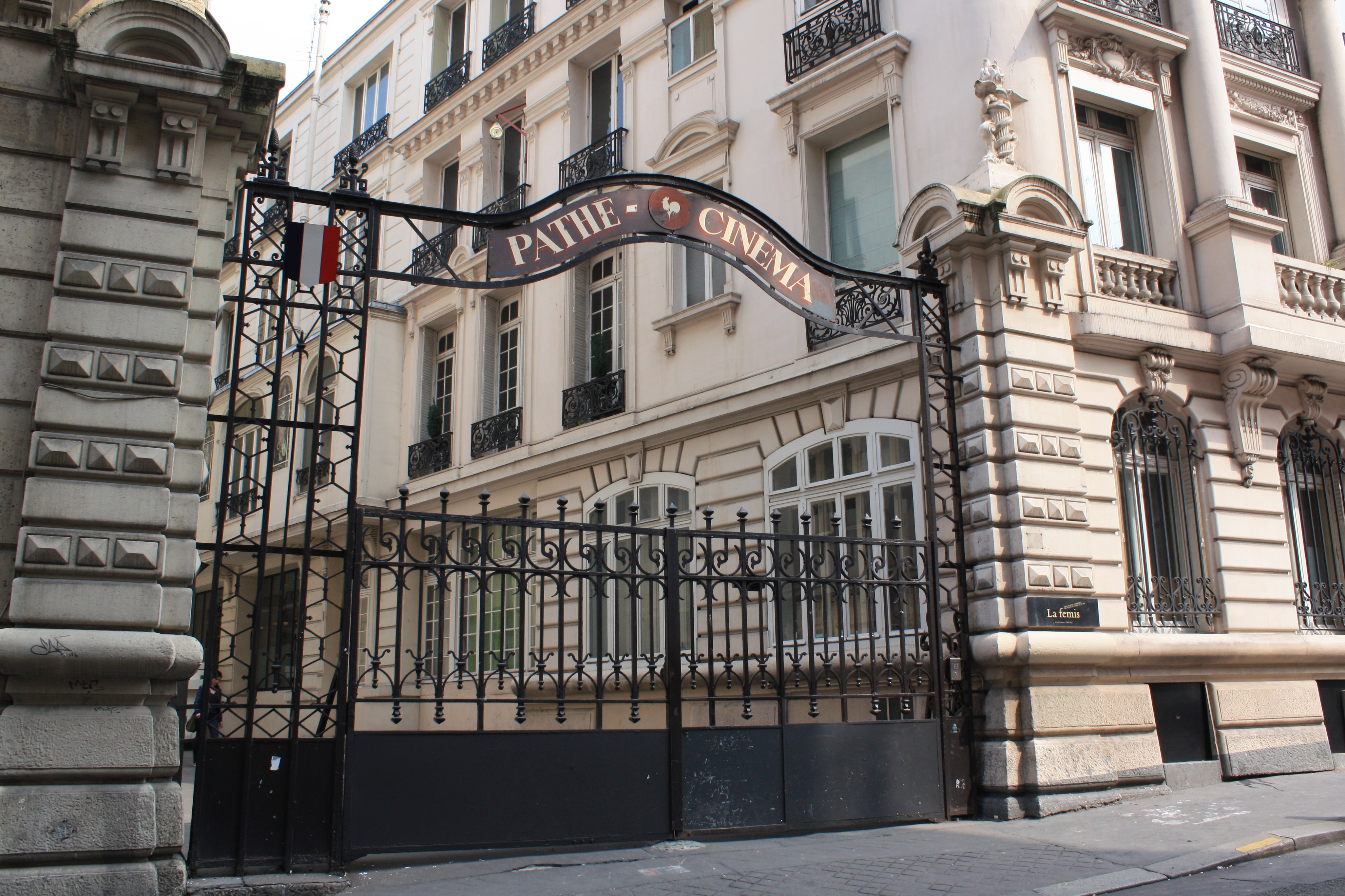
La Fémis

Die Filmhochschule La Fémis gilt als Nachfolgerin des Institut des hautes études cinématographiques (IDHEC). Das IDHEC wurde 1943 von dem Komponisten Yves Baudrier gegründet, der dort von 1945 bis 1965 unterrichtet und ein dreijähriges berufsbezogenes Studium (u. a. Regie und Schnitt) angeboten hat. Unter den Absolventen des IDHEC befanden sich so bekannte Regisseure wie Louis Malle, Alain Resnais, Jean-Jacques Annaud, Claude Miller, Claude Sautet und Volker Schlöndorff.
Die École nationale supérieure des métiers de l’image et du son wurde 1986 gegründet. Seit 1999 ist die Filmhochschule in den ehemaligen Rapid Films-Pathé-Studios in der Rue Francoeur auf dem Montmartre beheimatet, in denen so bekannte Filmemacher wie Jean Renoir, Marcel Carné, Jean Cocteau oder Jean-Jacques Annaud ihre Filme realisierten. Entstanden ist das Studio 1926 durch den unter dem Vichy-Regime 1942 als Juden deportierten bedeutenden französischen Filmproduzenten Bernard Natan. 1997 gewann das Architekturbüro von Yves Lion den Rekonstruktionswettbewerb.
Durch die Verordnung Nummer 98–371 vom 13. Mai 1998 ist La Fémis ein Wirtschaftsbetrieb der öffentlichen Hand, der dem Ministerium für Kultur und Kommunikation (ministère de la Culture et de la communication) unterstellt ist. Direktor der Filmhochschule ist derzeit Marc Nicolas, das Amt des Präsidenten hat Raoul Peck inne.
Als die vier wichtigen „Missionen“ der Hochschule gelten:
- Erst- und Weiterbildung,
- Kooperation und Austausch mit Filmhochschulen im Ausland,
- Produktion, Ausgabe und Verbreitung von Filmen und Dokumenten in Bezug auf die Schulpädagogik,
- Förderung und Verbreitung der Filmkultur.

## Ausstattung
Die Studenten arbeiten unter professionellen Bedingungen und verfügen über Material, Ausstattung und Räume, die den Entwicklungen der kinematographischen und audiovisuellen Produktion angepasst sind. Die Filmhochschule verfügt über vier Studios für die Realisation von Filmen, 30 Schneideräume, drei Auditorien, ein Tonstudio, drei Projektionssälen mit jeweils 20, 70 und 170 Plätzen und Video- und Filmausrüstungen (Tonformat DTS).
Ferner bietet die Filmhochschule eine Schreinerei, ein Atelier für Filmkulissen, zehn Unterrichtsräume, die mit audiovisuellem Materialien bzw. Computern ausgestattet wurden, ein Fotolabor, zwei Materialräume, Lagerräume für Beleuchtungstechnik, Kamera und Ton, Beta-Video-Kameras, DV-Kameras sowie Kamerafilme in den Formaten 16, Super 16 und 35 mm.

## Ausbildung

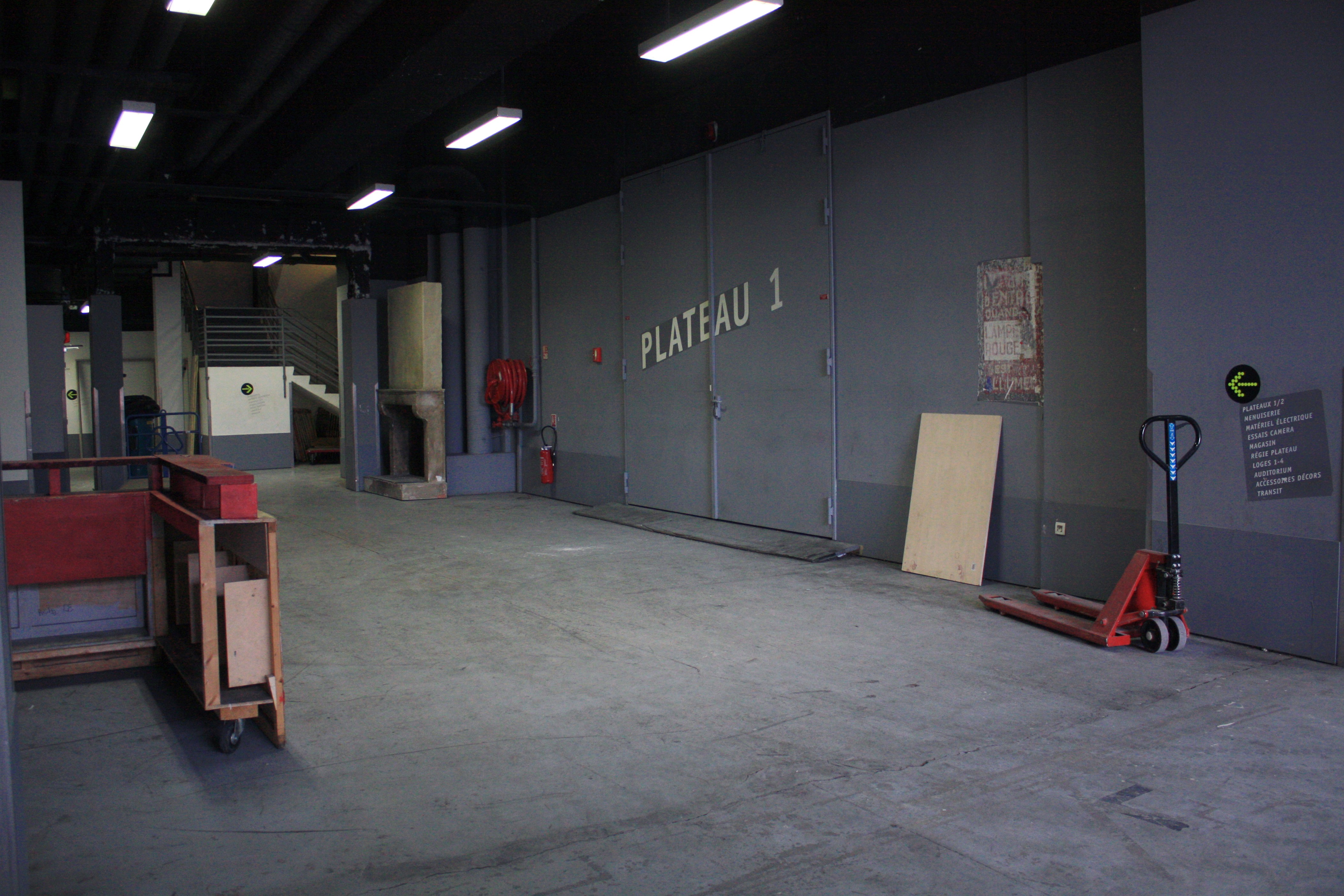
La Fémis

Die Schule ist Studenten über ein selektives Auswahlverfahren zugänglich, an dem der Prüfling nicht mehr als dreimal teilnehmen darf. Im Durchschnitt wird einer von fünfundzwanzig Bewerbern für einen Studienplatz zugelassen. Im Bereich Regie kommen auf einen Studienplatz 85 Bewerber. Die Prüfungen finden wie der Unterricht in französischer Sprache statt. La Fémis unterhält Partnerschaften und Austauschabkommen u. a. mit der Columbia University in New York, der California Institute of the Arts und zu den Filmhochschulen in London, Buenos Aires, Tokio sowie mit einer Schweizer Filmhochschule (Lausanne) und der Filmakademie Baden-Württemberg in Ludwigsburg.

### Erstausbildung
Während die École Louis Lumière einen technischen Schwerpunkt wählt, gilt der Unterricht an La Fémis als vielseitig, da er teilweise arbeitsteilig und interdisziplinär erfolgt. Französische Studenten, die sich für ein Studium an der Filmhochschule bewerben, müssen ein Staatsdiplom oder einen vergleichbarer Bildungsabschluss vorweisen können, und dürfen das 27. Lebensjahr noch nicht überschritten haben. Bewerber der Europäischen Union oder des Auslands müssen einen gleichwertigen Bildungsgrad vorweisen können. 
Ebenfalls für das Auswahlverfahren qualifiziert sind Bewerber mit Abitur und mindestens vierjähriger Berufserfahrung. Die Beherrschung der französischen Sprache ist zwingend erforderlich. Die mehrtägigen Prüfungen und der Unterricht finden in französischer Sprache statt. Die angebotene Erstausbildung setzt sich aus einem Hauptstudiengang zusammen, der in sieben Fachbereiche gegliedert ist: Filmproduktion, Drehbuch, Regie, Kameraführung, Tontechnik, Szenenbild und Schnitt. Die Dauer des Studiums beträgt 39 Monate und teilt sich in drei Stufen.

#### Erste Stufe
Die erste Stufe (Cycle 1) stellt ein gemeinschaftliches Studium dar. Themen sind u. a. die Filmanalyse, Produktion und Wirtschaftlichkeit des Kinos, eine Videoübung von drei Minuten Länge und das Erstellen eines 16-mm-Films. Alle Studenten sollen bei der ersten Stufe ihres Studiums in allen Bereichen der Produktion, von der Vor- bis Postproduktion mitwirken. Auch ein Praktikum in einem Unternehmen ist vorgesehen.

#### Zweite Stufe
Die zweite Stufe (Cycle 2) dauert ungefähr achtzehn Monate, teilt sich in zwei Phasen und sieht eine eigene spezialisierte Ausbildung jedes Fachbereichs vor. Jeder Student soll mit den Werkzeugen seines Handwerks vertraut gemacht werden, für das er sich entscheidet. Im Laufe dieser Stufe organisiert jeder Fachbereich seinen Unterricht selbst und die Übungen erstrecken sich entweder über einen oder mehrere Fachbereiche, wie z. B. Drehbuch (Kurz- oder Langfilm, Dramaturgie, Rollen), Schnitt (Übungen zu Kurz- oder Langfilmen im Format 16- und 35-mm-Film) und Kameraführung (u. a. Filmbeleuchtungstechnik, Arbeit mit der Steadicam). 
Durch die Übungen sollen die Studenten mehr Eigenständigkeit entwickeln und ihre Kreativität frei entfalten können. In dieser Phase sind eine Reihe von mehr oder weniger langen Praktika nach Fachbereichen zu absolvieren, in Frankreich oder im Ausland, durch die die Studenten mehr Berufserfahrung sammeln sollen.

#### Dritte Stufe
Die dritte Stufe (Cycle 3) ist der persönlichen Forschung der Studenten gewidmet. Die Schüler aus dem Fachbereich Regie verwirklichen einen Film, der von einem Schüler aus dem Fachbereich Filmproduktion produziert wird und Schüler aus den anderen Fachbereichen wie Szenenbild, Kameraführung oder Schnitt mitwirken. Hinzu kommt die Realisation eines persönlichen Projekts, wie z. B. der Schnitt eines Films ausgehend von Archivmaterial oder eines Dokumentarfilms, Arbeit an einem Versuchsfilm, Design eines Dekors oder einer Einrichtung, oder das Verfassen eines Drehbuchs für einen Langspielfilm. Die Ausbildung an der Hochschule schließt mit dem Erreichen des Diploms ab (Niveau 1, Bac +5), bei der alle im Laufe des Unterrichts durchgeführten Übungen bewertet werden.

### Weitere Studiengänge

#### Studiengang Verleih und Auswertung
Seit September 2003 bietet die Filmhochschule La Fémis den Studiengang Verleih und Auswertung (Distribution-Exploitation) an. Das Studienprogramm wurde in Zusammenarbeit mit den Fachleuten und Vertretern der Berufsverbände des Bereiches konzipiert und verbindet theoretischen Unterricht mit praktischer Arbeit. 
Die Plätze in dem 16-monatigen Studiengang werden durch ein Auswahlverfahren vergeben, dass sich an diplomierte Studenten der zweiten Stufe unter 27 Jahren richtet (mindestens Bac +3), oder Fachleute aus dem Bereich, die noch nicht das dreißigste Lebensjahr vollendet haben, über Abitur und mindestens vier Jahre Berufserfahrung verfügen. Die Ausbildung ist in drei Phasen gegliedert und schließt mit dem Erreichen des Diploms ab.

#### Drehbuch-Studiengang
Die Dauer des Studiengangs Drehbuch (Scripte) beträgt vierundzwanzig Monate und gliedert sich in drei Phasen. Er orientiert sich teilweise an der ersten Stufe der Erstausbildung. Gegenstand der Ausbildung sind neben Filmanalyse, Schnitt und Kameraführung auch Zeichenkurse für das spätere Erstellen von Storyboards, Lektionen für das Verfassen von Drehbüchern bei Kurz- und Langfilmen und Organisation. Außerdem sollen die Studenten durch Praktika (z. B. in einer Fernsehredaktion) Berufserfahrung sammeln können.

#### Das Atelier Ludwigsburg-Paris
Das Atelier Ludwigsburg-Paris ist ein deutsch-französisches einjähriges Weiterbildungsprogramm für junge europäische Filmproduzenten in den Bereichen Stoffentwicklung, Produktion, Marketing und Vertrieb im europäischen und internationalen Kontext. Das Atelier wird gemeinsam von der Filmakademie Baden-Württemberg in Ludwigsburg und La Fémis durchgeführt. Studienleiter auf deutscher Seite ist Peter Sehr.
Hauptartikel: Atelier Ludwigsburg-Paris

#### L’université d’été
Die L’université d’été (dt. Sommer-Universität) an La Fémis ist ein Programm, das in Partnerschaft mit dem Außenministerium (Ministère des Affaires étrangères) veranstaltet wird. Es ist auf die Dauer von zwei Monaten beschränkt und auf den Dokumentarfilm ausgerichtet. Es bietet zwölf Praktikanten, junge Filmstudenten oder anderweitig Filmschaffende aus dem Maghreb, Afrika, Lateinamerika, Asien (mit Ausnahme von Korea, Japan und Singapur), Mittel- und Osteuropa mit Ausnahme der Länder der Europäischen Union und des Mittleren Ostens Gelegenheit, ihr praktisches und theoretisches Wissen über das Kino zu vertiefen. Ziel der Sommer-Universität ist es das jeder Teilnehmer einen fünfminütige Dokumentation realisiert, wobei die Beherrschung der französischen Sprache zwingend erforderlich ist. Die Teilnehmer werden durch das Außenministerium und die Filmhochschule anhand der Bewerbungsunterlagen ausgewählt, die in den französischen Botschaften in den Ländern verfügbar sind, die unter diesen Ausbildungsplan fallen.

## Professoren
Die Leiter der Fachbereiche und Studiengänge an La Fémis (Stand: April 2006):
- Regie: Jean-Paul Civeyrac, Michka Gorki und Claire Simon
- Filmproduktion: Jacqueline Borne und Alain Rocca
- Ton: Jean-Pierre Laforce, Stéphane Thiebaut und Matthieu Fichet (Assistent)
- Kameraführung: Jean-Jacques Bouhon und Pierre-William Glenn
- Schnitt: Jacques Comets und Catherine Zins
- Drehbuch: Marie-Geneviève Ripeau und Yves Thomas
- Szenenbild: Benoît Barouh, Michel Barthelemy und Alexandre Tsékénis (Assistent)
- Filmanalyse: Alain Bergala
- Drehbuch (Scripte): Sylvette Baudrot und Zoé Zurstrassen
- Distribution und Betrieb: Jean-Baptiste Diéras, Dominique Erenfrid und Jean-Michel Rey

## Absolventen
In mehr als 20 Jahren hat La Fémis über 600 Filmschaffende ausgebildet. Eine Auswahl der bekanntesten Absolventen der Filmhochschule und ihrer Vorgängerin, des Institut des hautes études cinématographiques (IDHEC):

### Regisseure
- Merzak Allouache
- Omar Amiralay
- Solveig Anspach
- Emmanuelle Bercot
- Jeanne Biras
- Noël Burch
- Yves Caumon
- Alain Corneau
- Josée Dayan
- Claire Denis (Professorin an La Fémis)
- Arnaud Desplechin
- Vincent Dieutre
- Peter Fleischmann
- Christophe Gans
- Delphine Gleize
- Jean Grémillon
- Lucile Hadzihalilovic
- Gérard Krawczyk
- Patrice Leconte
- Noémie Lvovsky
- Louis Malle
- Laetitia Masson
- Claude Miller (später Professor an La Fémis)
- Orso Miret
- Dominik Moll
- Emmanuel Mouret
- Idrissa Ouédraogo
- François Ozon
- Rithy Panh
- Alain Resnais
- Claude Sautet
- Volker Schlöndorff
- Johan van der Keuken
- François Weyergans
- Andrzej Żuławski

### Filmeditoren
- Antony Cordier
- Martial Salomon

### Filmproduzenten
- Frédéric Niedermayer

### Szenenbildner
- Jacques Saulnier

### Tongestalter
- Pierre Excoffier (später Professor an La Fémis)